# أسيتات
الأسيتات أو الخلات هي ملح أو إستر لحمض الخليك.
يشير الاختصار Ac في الكيمياء إلى زمرة الأستيل. ويمكن للأنيون أو المجموعة الوظيفية أن تكتب −OAc وAcO−، أو OAc. فيكتب حمض الخليك HOAc، وأسيتات الصوديوم NaOAc، وأسيتات الإيثيل EtOAc.

## الملح
أنيون الأسيتات [CH3COO]− هو من الكربوكسيلات وهو قاعدة مرافقة لحمض الخليك. تتشكل شاردة الخلات بنزع بروتون من حمض الخليك:
CH3COOH ⇌ CH3COO− + H+
وتكتب بسهولة أكبر بالشكل : C2H3O2-

## إستر
إستر الأسيتات هو إستر حمض الخليك، ذو الصيغة العامة CH3COOR، حيث R هي مجموعة عضوية
وقد يشير اسم أسيتات إلى أسيتات السيليلوز، وخصوصا الألياف أو المنتجات الأخرى المشتقة منها مثل قرص الأسيتات المستخدم في إنتاج التسجيلات الصوتية. ويمكن أن نجد أسيتات السيليلوز في العديد من المنتجات في منازلنا.

## معرض صور

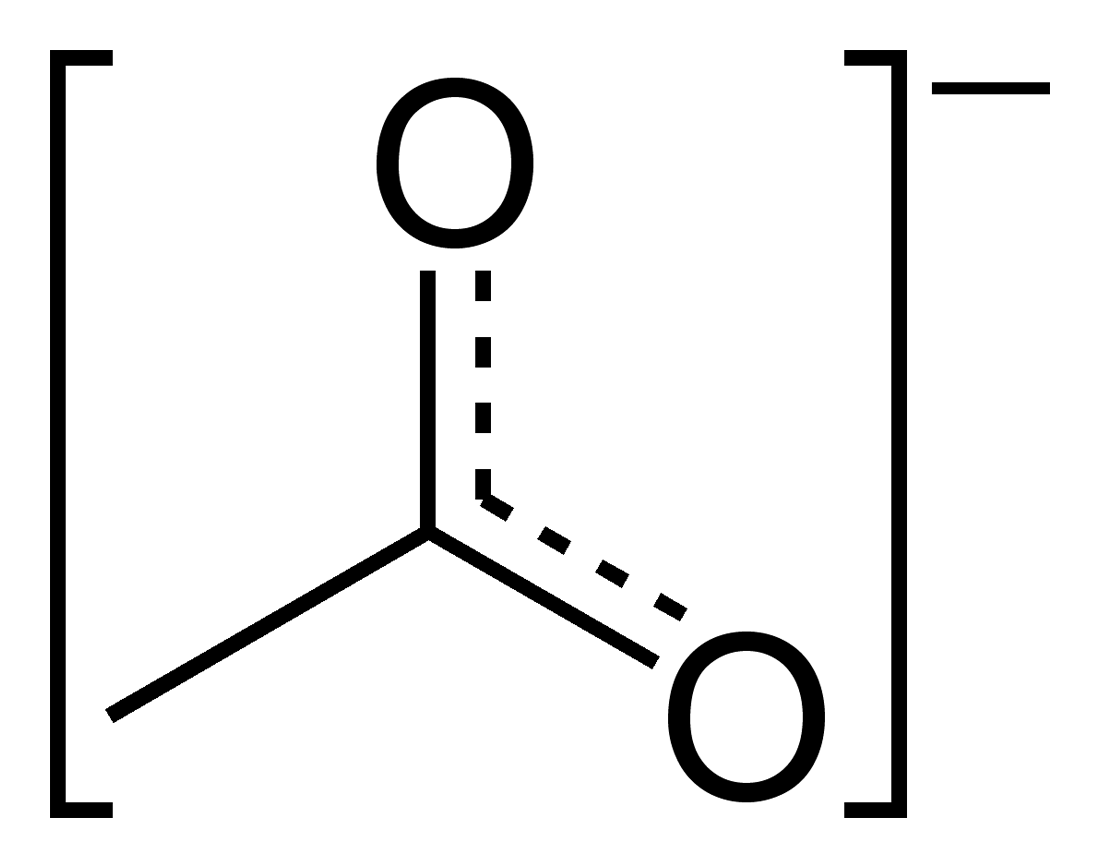
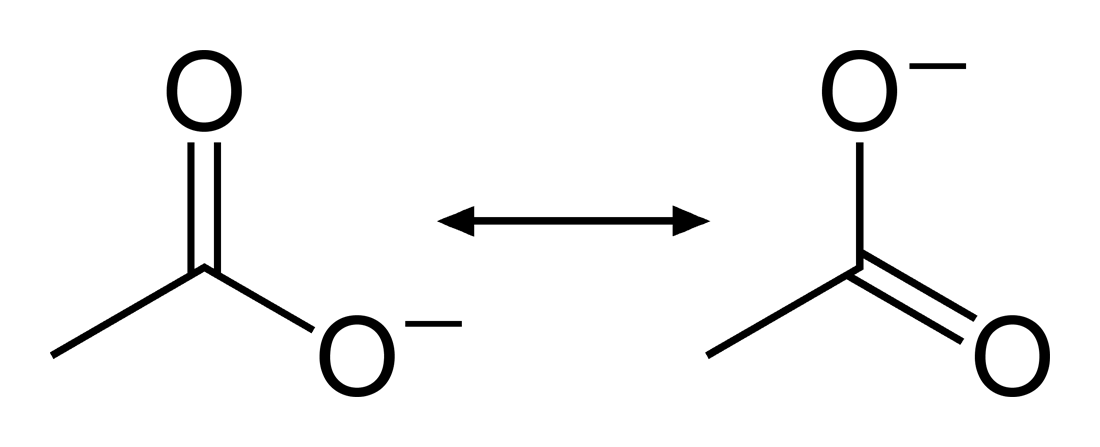
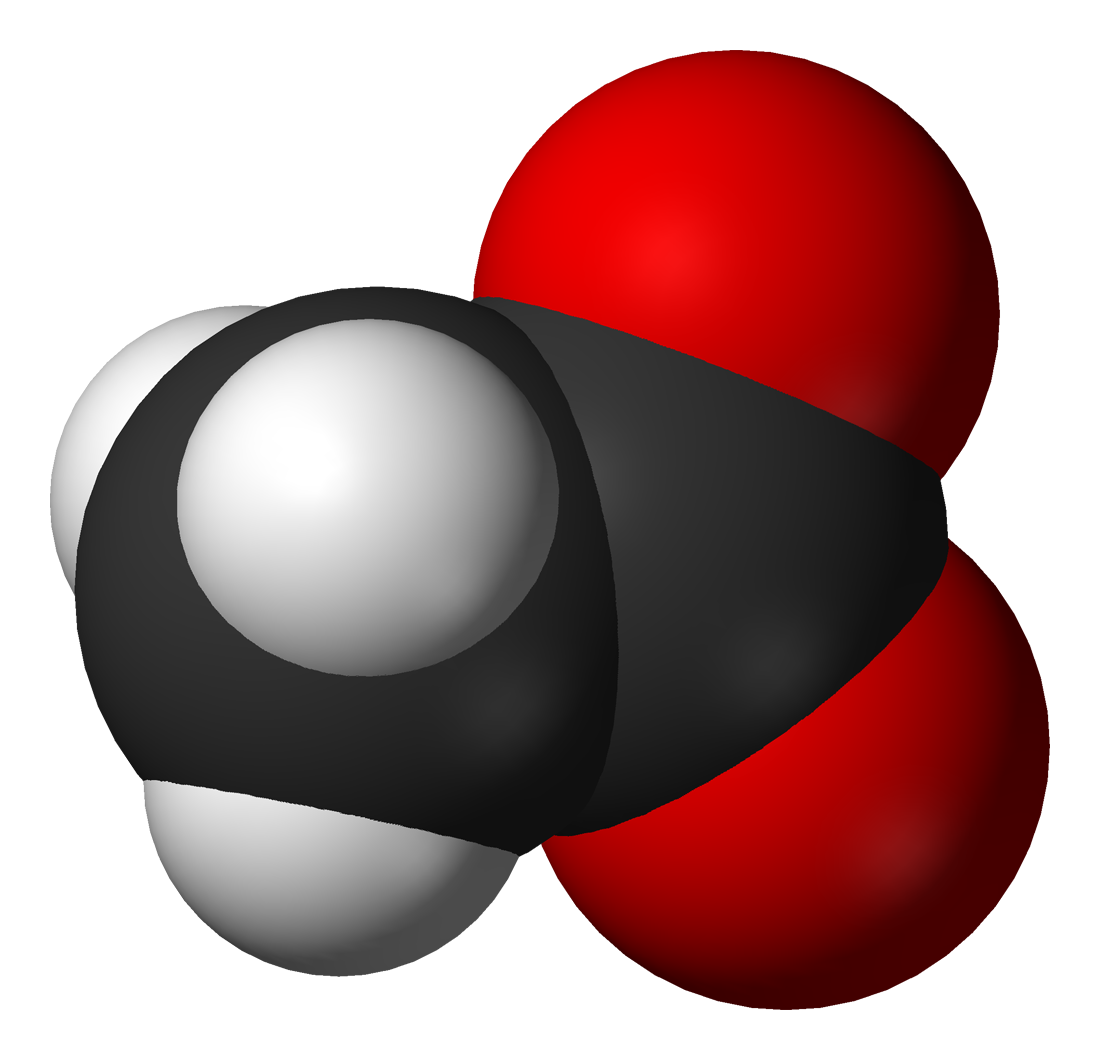

## اقرأ أيضًا
- أستلة
- أسيتات السيليلوز
- خلات النحاس الثنائي
- خلات الصوديوم